# Jehan Sadat

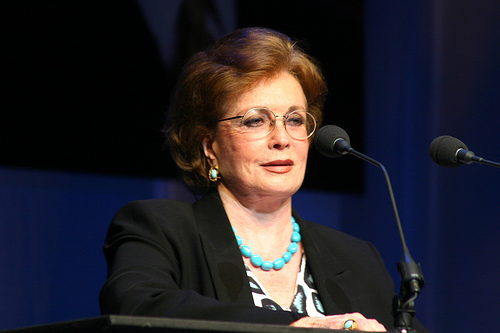
Jehan Sadat

Jehan Sadat (în arabă: ن السادات, Jihan; numele de naștere Jehan Safwat Raouf, în arabă: جيهان صفوت رؤوف; n. 29 iulie 1933, Cairo, Egipt – d. 9 iulie 2021, Egipt) a fost a doua soție a lui Anwar Sadat și a servit ca prima doamnă a Egiptului din 1970 până când Sadat a fost asasinat în 1981.